# توماس تشيس
توماس تشيس (بالإنجليزية: Thomas Chase)‏ هو باحث في تاريخ العصور الكلاسيكية أمريكي، ولد في 1827، وتوفي في 1892.